# マーキュリー・レッドストーン3号
マーキュリー・レッドストーン3号（マーキュリー・レッドストーン3ごう、MR-3、通称フリーダム7）は、アメリカ合衆国初の有人宇宙飛行である。宇宙飛行士アラン・シェパードを搭乗させ、1961年5月5日に発射された。MR-3はマーキュリー計画における最初の有人飛行であり、同計画の主眼は飛行士を地球周回軌道に到達させ、かつ安全に地球に帰還させることにあった。シェパードのフライトは15分間の弾道飛行であり、その主な目的は発射時や大気圏再突入時の強烈な加速度に人体が耐えられるか否かを検証することであった。
シェパードは自らの宇宙船にフリーダム7と命名した。これに倣い、その後の6名の飛行士たちも自分が乗る機体に独自の名前をつけることとなった。マーキュリー計画で有人飛行をした機体の名称には、アメリカ初の7名の宇宙飛行士マーキュリー・セブンにちなみ、すべて数字の7がつけられていた。シェパードの機体は高度187.5キロメートルに達し、水平距離487.3キロメートルを飛行した。また大西洋沿岸のフロリダ州ケープカナベラル空軍基地からレッドストーンロケットによってマーキュリー宇宙船が打ち上げられたのは、これが4度目のことであった。
飛行中シェパードは地球を観測し、また姿勢制御装置をテストして宇宙船の熱遮蔽板を進行方向に向け、大気圏再突入に備えた。さらに彼は逆噴射ロケットにも点火した。弾道飛行では宇宙船は野球のフライのように地球の重力に引かれて自然に落下してくるため、逆噴射は本来は行う必要はないのだが、今後の軌道周回飛行では帰還の際に絶対的に不可欠になるものであるため、宇宙空間における噴射試験を実行したのである。再突入後、宇宙船はバハマ沖の北大西洋にパラシュートで着水し、シェパードとともにヘリコプターでホイストされ、USSレイク・シャンプレインに回収された。
この飛行は技術的には成功したものであったと言えるが、3週間ほど前にソビエト連邦のユーリ・ガガーリンがボストーク1号で地球周回飛行を達成していたという事実があったため、アメリカ国民の自尊心を満足させるものとはならなかった。

## 準備
宇宙船フリーダム7 (マーキュリー・カプセル#7) の機体がケープカナベラル空軍基地に届けられたのは1960年12月9日のことであった。当初は宇宙船が使用可能な状態になればすぐに発射できるものと期待されていたが、カプセル#7は飛行の安全が確認されるまでにはさらなる開発と試験が要求されることが明らかになった。だがこの機体は初の有人宇宙飛行用として夏以来保管されてきたものであったため、代替のものを使用するよりは、この特別な機体が準備完了になるまで飛行を延期するという決定が下され、発射予定日は3月6日に定められた。発射機に使用する予定だったレッドストーン#3は12月初旬にすでにケープカナベラルに届けられていたが、このロケットはその後12月19日にマーキュリー・レッドストーン1A号 (MR-1A) の試験飛行に使用された。代替機のレッドストーン#7は3月下旬までケープ基地に届けられなかったが、このときには既に他の試験飛行の結果を待つために計画は延期されていた。
レッドストーンロケットの安全基準に関しては、1960年の後半から多くの懸念がわき起こってきていた。チンパンジーを「搭乗」させたマーキュリー・レッドストーン2号 (MR-2) の試験飛行では、宇宙船の高度、飛行距離、速度が増すにつれ、様々な技術的問題が発生した。その結果飛行時間は当初の予定より2分長くなり、飛行士は大気圏再突入の際、最初の計画の約12gよりも大きい14.7gの加速度にさらされることとなった。また着水点は直近の回収船よりも60マイル離れた場所となり、ヘリコプターが回収に駆けつけるまでの時間は2時間半を超えてしまい、そのときまでには宇宙船も飛行士もほとんど水没してしまうことが予想された。これらの理由により、NASAはさらなる改良作業を行うことなしにMR-3を発射することを望まなかった。2月の下旬までにロケットには試験が必要とされる7つの大きな変更点が残されていたため、マーキュリー・レッドストーン発射機開発試験飛行 (MR-BD。BDはBooster Development、ロケット開発の頭文字。当初はMR-2Aとされていた) と呼ばれる追加の試験飛行がスケジュールに組み込まれた。これは3月28日に打ち上げられることになっており、MR-3の飛行は4月25日まで1ヶ月近くも遅れることとなった。MR-BDの飛行はほぼ完璧に成功し、MR-3の有人飛行をさらに大きな遅れを招くことなく進行させることを保証した。
MR-3の飛行士はこの数ヶ月前の一月上旬、マーキュリー計画の責任者ロバート・ギルルース (Robert R. Gilruth) によって選ばれていた。ギルルースはアラン・シェパードを第一候補とし、ジョン・グレンとガス・グリソムをバックアップ要員にあたらせた。また他のマーキュリー・セブンの飛行士らには、後の飛行に備え引き続き訓練を継続させた。3人の名前が公表されたのは2月22日のことで、この時点では誰が飛行するのかについては何も言及されなかった。当初の予定がキャンセルされた際、ギルルースは最後の瞬間に飛行士の交代が要求されるような事態が発生した場合に備え、シェパードの名前だけを公表していた。発射当日にはグレンがバックアップ要員として待機し、グレンは次の弾道飛行であるマーキュリー・レッドストーン4号 (MR-4) に備えて訓練していた。
最初の発射予定日は5月2日だった。シェパードは宇宙服に身を包み待機室で準備していたが、発射の2時間20分前に悪天候で中止となった。日程は二日後に組み直されたが、さらなる天候悪化のため5月5日の午前7時20分まで順延された。

## 飛行
発射の秒読みは前日の午後8時30分に開始した。起床すると、シェパードは朝食にステーキ、卵、トースト、コーヒー、オレンジジュースを摂った。このステーキに卵というのは、後に宇宙飛行士の発射当日の朝食として伝統的に受け継がれることとなった。宇宙船には予定時刻の午前7時20分より2時間ほど前の午前5時15分に乗り込んだが、午前7時05分、上空の雲が晴れるのを待つのと電力供給機器の修理のため、秒読みが1時間中断された。地球の観測写真を撮影するためには、雲がないことが必須であった。ところが秒読みが再開された直後、ゴダード宇宙飛行センターのコンピューターを再起動するためにさらに発射が延期された。予定外の中断により秒読みは最終的に2時間半ほど遅れて再開されたが、これ以上の故障を招くことなく継続された。これらの遅延のためシェパードは船内にほぼ3時間も閉じ込められることとなり、その結果強烈な尿意を催しはじめたことを発射管制防護施設の飛行士らに報告した。弾道飛行は20分以内で終了することになっていたため、船内に尿回収装置を設置する必要があるなどと予想した者は誰もいなかった。管制室の飛行士らは、ホワイトルーム (発射塔に設けられている乗込室) を再度設置し、宇宙船の固く閉じられたハッチのボルトを開封するのは、多大な時間を要するため不可能だと説明した。これに苛立ったシェパードは、もしトイレに行くために外出できないのであれば宇宙服の中に排尿すると述べた。管制室は「そんなことをすれば医学的データ計測のため体に貼りつけてある電極がショートするかもしれない」と言って反対したが、シェパードは「それなら電源を切るまでだ」と言ったためついに根負けし、ようやく彼は苦痛から解放されることとなった。あお向けの状態で座席に座っていたので尿は彼の背中の部分に溜まったが、宇宙服の中は酸素が循環しているので体はすぐに乾いた。

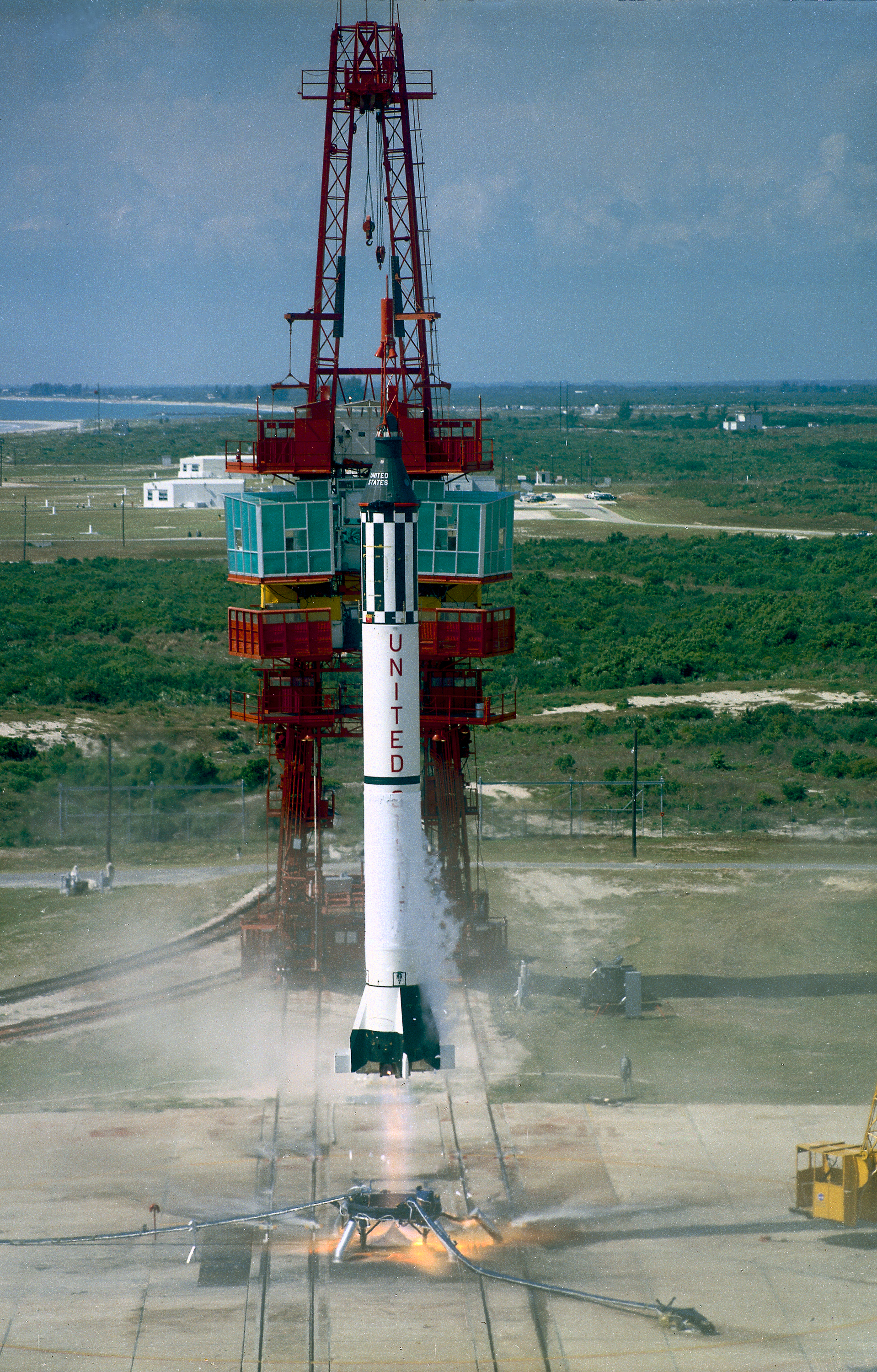
MR-3の発射。1961年5月5日

午前9時34分、ようやくマーキュリー・レッドストーン3号は発射された。打ち上げの様子はテレビで中継され、全米のおよそ4,500万人が視聴したと推定されている。ロケットは2分22秒間燃焼し、エンジン停止の直前シェパードは最大6.3gの加速度にさらされた。フリーダム7の空間固定座標の速度は時速8,262キロメートル (5,134マイル) で、予定されていたものとほぼ同じであった。10秒後、緊急脱出用ロケットが切り離された。3分が経過したとき、姿勢制御用ロケットが自動的に噴射し機体を反転させ、大気圏再突入に備えて耐熱保護板が進行方向に向けられた。
この時点で手動の姿勢制御装置が使用可能になったため、シェパードは宇宙船の姿勢をコントロールできるかどうかを試した。彼が最初に行ったのは、逆噴射に備え宇宙船の先端を34度下に傾けることだった。その後手動によるヨーイングとローリングの制御を試みた。三軸すべての制御をテストしてみたところ、地上でのシミュレーターとほぼ同じ反応をすることが判明したが、地上では聞こえたロケットの噴射音は雑音で聞き取ることはできなかった。
次の目的は、宇宙船から地表を観測することだった。自動操縦に戻すと、地面の大部分は雲と容易に判別することができ、海岸線や島や大きな湖は見分けることができたが、町を特定するのは困難であることが分かった。また初期のマーキュリー宇宙船は観測窓ではなく小さな潜望鏡を備えていたが、操作するには困難を伴った。宇宙服の手首につけられている圧力計が緊急脱出用ロケットの作動レバーにずっと引っかかっていて、レバーを誤作動させてしまう可能性があったため、潜望鏡の光学フィルターを交換する作業は断念せざるを得なかった。脱出ロケットはすでに切り離されており、仮にレバーを動かしても何も問題は起こらないはずだったが、シェパードは予想外の事態を引き起こすリスクを望まなかった。
自動操縦下で最高高度に到達したとき、宇宙船はわずかに姿勢を変化させていた。シェパードは操縦装置を「フライ・バイ・ワイヤー」に設定した。このモードでは個々のロケットは手動で制御されるのではなく、自動制御装置がロケットに点火して機体の姿勢を要求される状態にし、飛行士はそのための指令をコントローラーを使って自動装置に送るようになっていた。ロール角とヨー角は調整できたが、ピッチ角は要求される35度よりも10度ほど浅い25度であることがわかり、この修正をしている間に時間が来て逆噴射用ロケットが点火され、再突入が始まった。逆噴射ロケットは熱保護板の上にストラップで取りつけられているため、再突入の前に投棄されなければならなかった。切り離しは成功したが、計器板の確認のランプが点灯しなかったため、切り離し装置がロケットを完全に放出したことを確認する前にそれを無効にし、手動装置を起動させなければならなかった。
逆噴射後、自動操縦装置が再突入に備え機体の制御を引き継ぐ前、シェパードがフライ・バイ・ワイヤーの状態に戻すと、きわめてスムーズに宇宙船を操縦できている実感が得られたと報告した。その後加速度が最大の11.6gになるまで彼は操縦を続け、機体が安定すると自動操縦に切り替えた。降下速度は予定より速かったがパラシュートは予定通り展開し、高度6,400メートルで減速用パラシュート、3,000メートルで主パラシュートが開いた。
着水の際の衝撃は、ちょうどジェット機が航空母艦の上に着艦するようなものだった。フリーダム7は機首を上に向けた状態で右に約60度傾いていたが、水が浸入するような兆候はどこにも見られなかった。機体はすぐに正常な姿勢になり、シェパードは上空を旋回する飛行機に、着水は正常に行われ回収のための準備が整ったことを報告した。数分後、回収用ヘリが到着した。宇宙船のアンテナに若干の問題が生じたが、機体は飛行士が脱出できるようわずかに水上に釣り上げられた。シェパードは身をよじるようにしてハッチから抜け出すと、救出用のカゴに乗り込んだ。ヘリは彼を機内に収めると、宇宙船とともに回収船である空母レイク・シャンプレインに向かった。作業は着水から艦上に宇宙船を載せるまで、全部でわずか11分しかかからなかった。
飛行時間は15分22秒で、フリーダム7は発射地点から486キロメートル (302マイル) を飛行し、最高高度は187.5キロメートル (116.5マイル) だった。また着水点の座標は北緯27度14分 西経75度53分 / 北緯27.23度 西経75.88度、最高速度は時速8,340キロメートル (5,180マイル) だった。
計画終了後に技術者たちが宇宙船を検査したところ、状態は非常によく、一時は他の飛行にもう一度使用することに決定しかけたほどだった。機体はNASAからスミソニアン博物館に引き渡され、2012年までメリーランド州アナポリスの海軍兵学校に展示されていた。それ以降はマサチューセッツ州ボストンのジョン・F・ケネディ大統領図書館に展示されている。

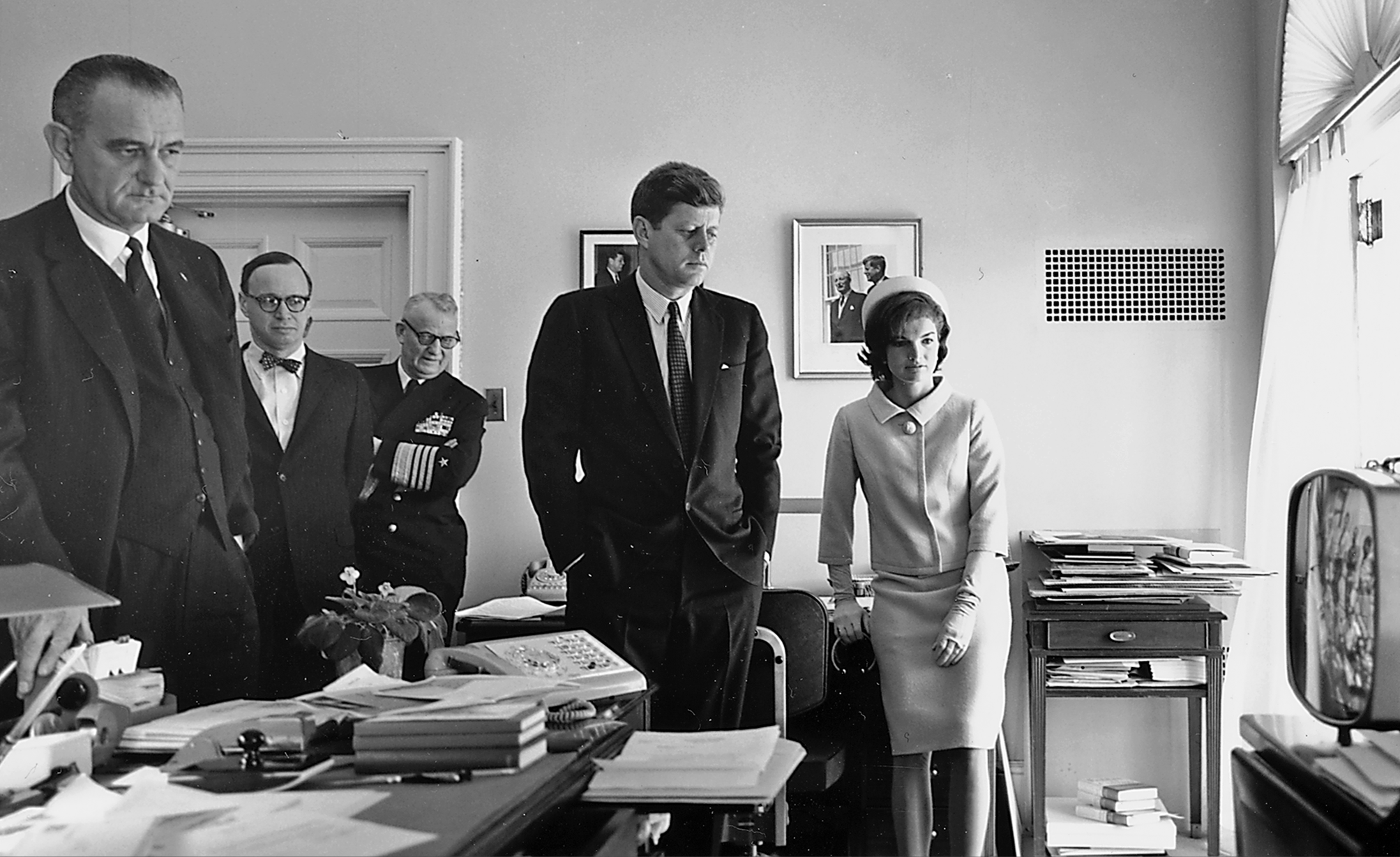
テレビでフリーダム7の飛行を見守るケネディ大統領夫妻とジョンソン副大統領その他
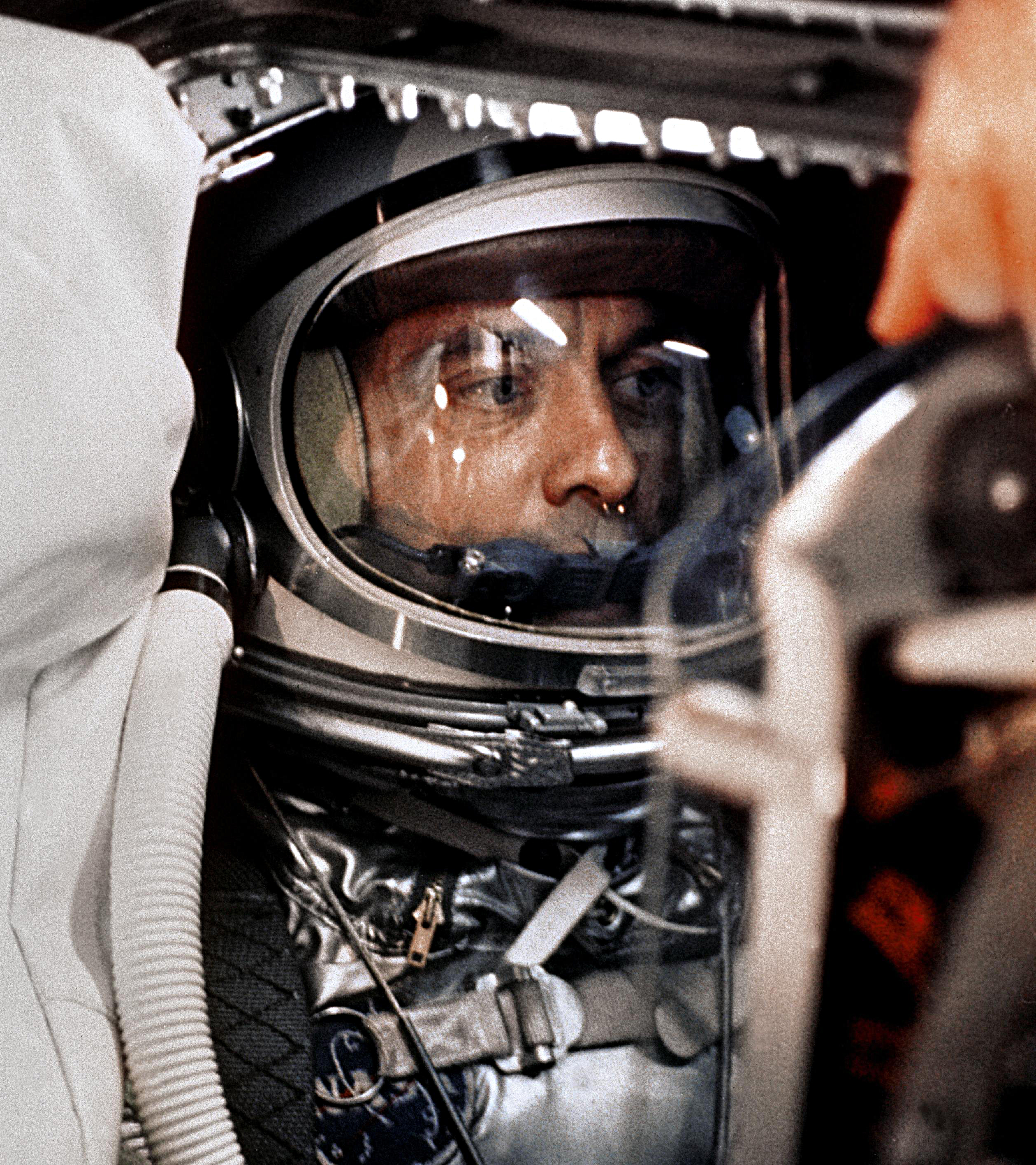
発射前のフリーダム7機内のアラン・シェパード
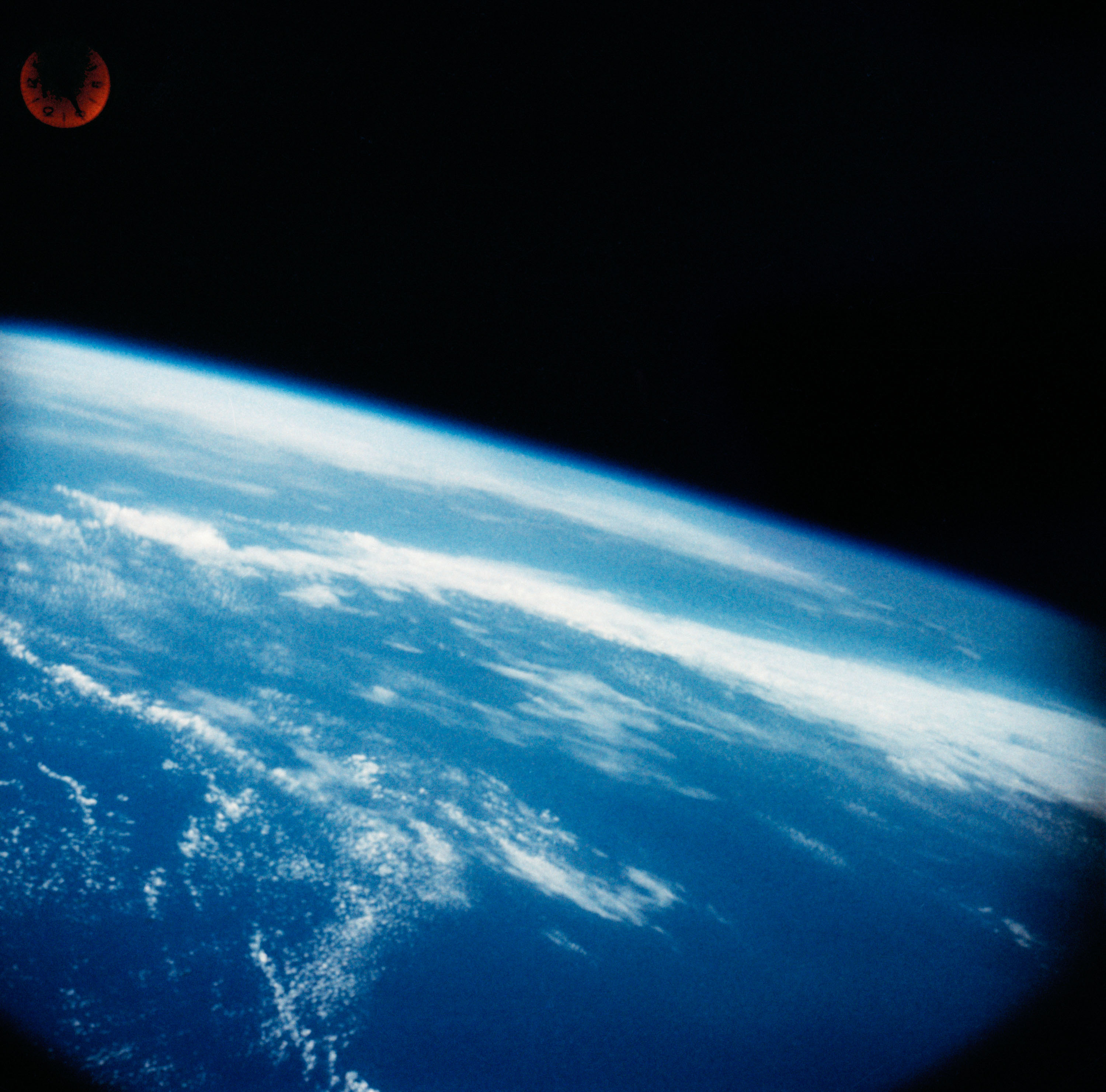
機体に搭載されている70mmカメラで撮影された地球
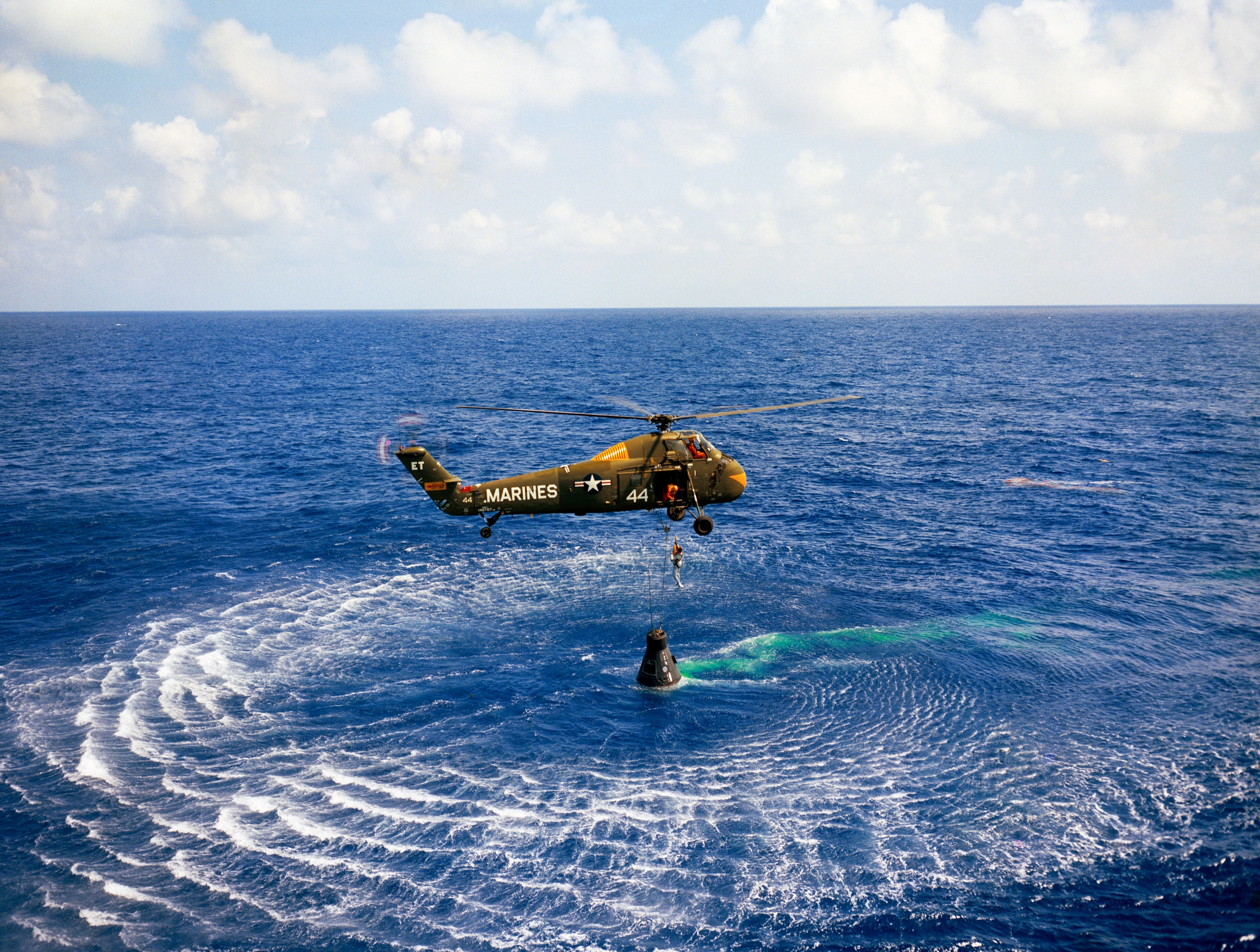
レイク・シャンプレインからフリーダム7とシェパードを回収に来たシコルスキー S-58ヘリコプター
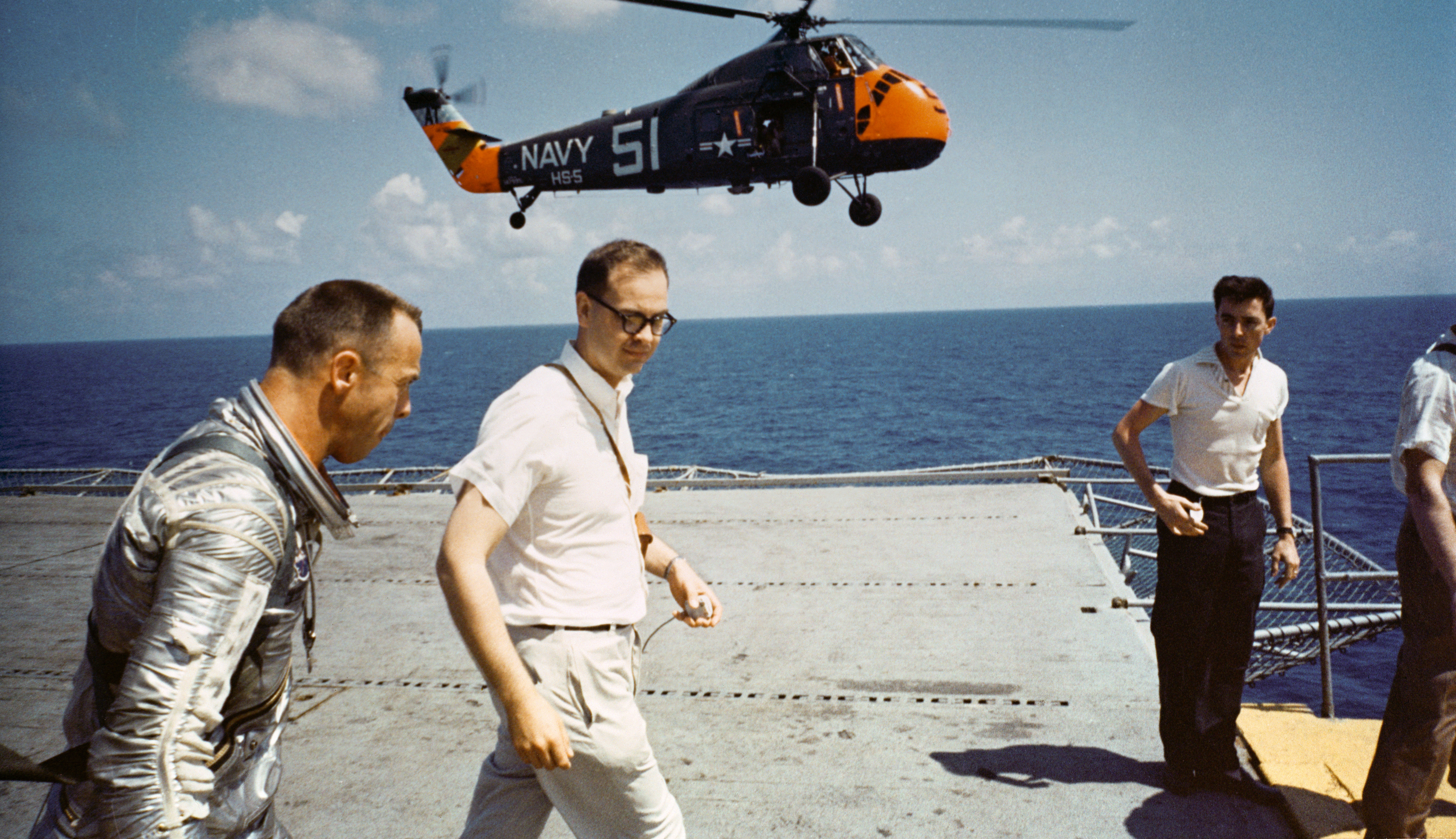
回収された後、レイク・シャンプレインの艦上にいるシェパード
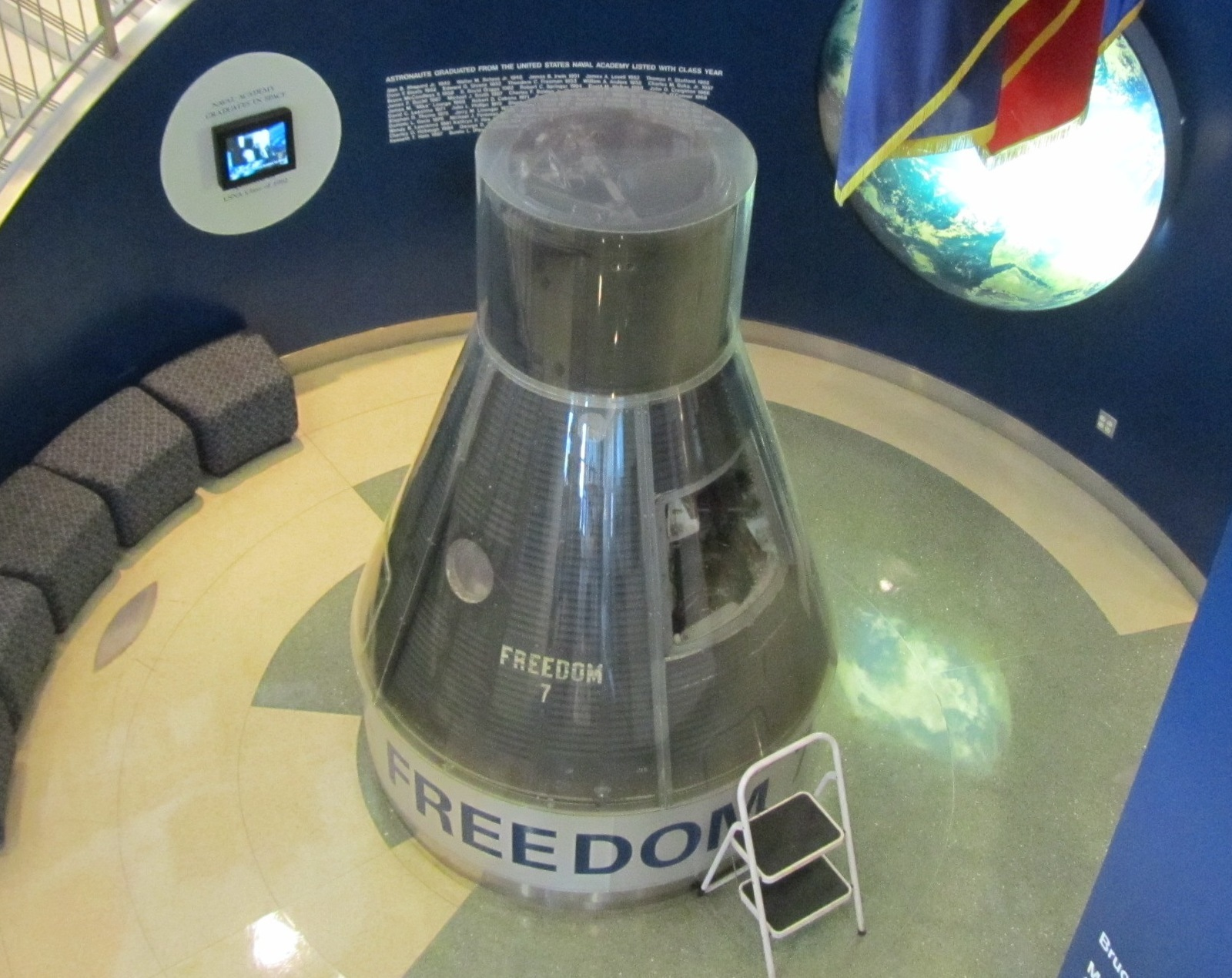
メリーランド州アナポリスの海軍兵学校に展示されているフリーダム7
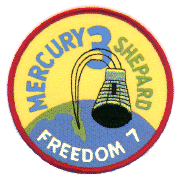
飛行記念バッジ

## 大衆文化における描写
1961年6月、ローリー・レコード社は"フリーダム7の宇宙飛行."という題名で、ウィリアム・アレンオーケストラを特集した45回転のシングルレコードを発売した。この曲では、管制センターと飛行士の間の会話が音楽をバックにして再現されている。マーキュリー・レッドストーン3号の飛行は、HBOの「人類、月に立つ」というテレビシリーズの中の「実行できるのか？(Can We Do This?)」という題名の回でドラマ化されている (シェパード役はテッド・レヴィン)。またマーキュリー計画を扱ったトム・ウルフ原作の小説ライトスタッフは、同じ題名でフィリップ・カウフマン監督により映画化されている (シェパード役はスコット・グレン)。

## 飛行経過
| 時間 (分:秒) | 事象                       | 詳細 |
| ------------ | -------------------------- | --- |
|              |                            | |
| 00:00        | 発射                       | マーキュリー・レッドストーン発射。船内の時計が起動 |
| 00:16        | 軌道変更開始               | 1秒間に2度の割合で、90度から45度にまで機体の角度を傾け始める |
| 00:40        | 軌道変更終了               | 機体の角度が45度になる |
| 01:24        | 最大動圧点 (Max Q)         | 機体にかかる動圧が最大の~28 kPa (575 lbf/ft²) に到達 |
| 02:20        | エンジン停止               | レッドストーンロケットのエンジン停止。時速は秒速2.3キロメートル (時速8,280キロメートル) |
| 02:22        | 緊急脱出用ロケット切り離し | 不要になった脱出用ロケットを投棄 |
| 02:24        | 宇宙船分離                 | 分離用小型ロケットを1秒間噴射し、宇宙船に秒速4.6メートルの速度を与えロケットから分離 |
| 02:35        | 機体の転回操作             | 自動姿勢制御システムが宇宙船を180度転回させ、耐熱保護板を前方に向ける。大気圏再突入に備え、機首は34度下方に向けられる |
| 05:00        | 最大高度                   | 最大高度185キロメートルに到達。発射場からの距離は240キロメートル |
| 05:15        | 逆噴射                     | 3機の逆噴射ロケットが、それぞれ10秒ずつ噴射される。各ロケットは5秒の間隔を置いて順次点火されたため、5秒ごとに2機のエンジンが同時に噴射されることになる。これにより宇宙船の速度が秒速170メートル (時速612キロメートル) 減速される |
| 05:45        | 潜望鏡引込み               | 再突入に備え、潜望鏡が自動的に船内に引き込まれる |
| 06:15        | 逆噴射ロケット投棄         | 逆噴射から1分後、逆噴射ロケットが投棄され耐熱保護板がむき出しになる |
| 06:20        | 姿勢制御                   | 自動姿勢制御システムが機体をピッチ角マイナス34度、ロール角0度、ヨー角0度に調整する |
| 07:15        | 0.05 g (0.5 m/s²) 操作     | 自動姿勢制御システムが大気圏突入を感知し、機体の姿勢を安定させるため毎秒10度の割合で機体をロール方向に回転させはじめる |
| 09:38        | 減速用パラシュート展開     | 高度6,700メートルで減速用パラシュートが展開し、秒速111メートル (時速399.6キロメートル) まで減速し機体を安定させる |
| 09:45        | シュノーケル展伸           | 高度6,100メートルで外気取入れ用のシュノーケルが伸ばされる。船室内の温度を下げるため、ECSと呼ばれる装置が緊急用酸素の濃度に切り替える                                                                                             |
| 10:15        | 主パラシュート展開         | 高度3,000メートルで主パラシュートが展開し、降下速度が秒速9.1メートル (時速32.76キロメートル) にまで減速される |
| 10:20        | 着水用エアバッグ展開       | 耐熱保護板が1.2メートル落とされ、着水用のエアバッグが展開される |
| 10:20        | 燃料投棄                   | タンク内に残った燃料の過酸化水素が自動的に投棄される |
| 15:22        | 着水                       | 発射地点から約480キロメートルの海洋上に着水 |
| 15:30        | 救命救急装置作動           | 救命救急装置が作動される。装置には、視認とサメよけのため海水に流される緑色の染料、ラジオビーコン (無線標識)、ホイップアンテナなどが含まれる                                                                                      |